# Lista odcinków serialu Preacher
Poniżej znajduje się lista odcinków serialu telewizyjnego Preacher – emitowanego przez amerykańską stację kablową AMC (stacja telewizyjna) od 22 maja 2016 roku. W Polsce serial jest emitowany od 1 lutego 2021 roku przez stację AMC Polska. Wcześniej serial premierowo dostępny był w usłudze VOD Amazon Prime Video Polska.

## Przegląd sezonów
| Sezon | Sezon | Odcinki | Pierwsza emisja (AMC) | Pierwsza emisja (AMC) | Dostęp VOD (Amazon Prime Video Polska) | Dostęp VOD (Amazon Prime Video Polska) | Pierwsza emisja (AMC Polska) | Pierwsza emisja (AMC Polska) |
| Sezon | Sezon | Odcinki | Premiera sezonu       | Finał sezonu          | Premiera sezonu                        | Finał sezonu                           | Premiera sezonu              | Finał sezonu                 |
| ----- | ----- | ------- | --------------------- | --------------------- | -------------------------------------- | -------------------------------------- | ---------------------------- | ---------------------------- |
|       | 1     | 10      | 22 maja 2016          | 31 lipca 2016         | 14 grudnia 2016                        | 14 grudnia 2016                        | 1 lutego 2021                | 5 kwietnia 2021              |
|       | 2     | 13      | 25 czerwca 2017       | 11 września 2017      | 26 czerwca 2017                        | 12 września 2017                       | 21 czerwca 2021              | 13 września 2021             |
|       | 3     | 10      | 24 czerwca 2018       | 26 sierpnia 2018      | 26 czerwca 2018                        | 27 sierpnia 2018                       | 20 stycznia 2022             | 17 marca 2022                |
|       | 4     | 10      | 4 sierpnia 2019       | 29 września 2019      | 5 sierpnia 2019                        | 1 października 2019                    | 24 marca 2022                | 19 maja 2022                 |

## Sezon 1 (2016)
| Nr | #  | Tytuł                 | Polski tytuł             | Reżyseria                 | Scenariusz                            | Premiera (AMC)  | Premiera w Polsce (Amazon Prime Video Polska) | Premiera w Polsce (AMC Polska) |
| -- | -- | --------------------- | ------------------------ | ------------------------- | ------------------------------------- | --------------- | --------------------------------------------- | ------------------------------ |
| 1  | 1  | Pilot                 | Odcinek pilotażowy       | Seth Rogen, Evan Goldberg | Seth Rogen, Sam Catlin, Evan Goldberg | 22 maja 2016    | 14 grudnia 2016                               | 1 lutego 2021                  |
| 2  | 2  | See                   | Zobacz                   | Seth Rogen, Evan Goldberg | Sam Catlin                            | 5 czerwca 2016  | 14 grudnia 2016                               | 8 lutego 2021                  |
| 3  | 3  | The Possibilities     | Możliwości               | Scott Winant              | Chris Kelley                          | 12 czerwca 2016 | 14 grudnia 2016                               | 15 lutego 2021                 |
| 4  | 4  | Monster Swamp         | Potworne mokradła        | Craig Zisk                | Sara Goodman                          | 19 czerwca 2016 | 14 grudnia 2016                               | 22 lutego 2021                 |
| 5  | 5  | South Will Rise Again | Południe zniwu powstanie | Michael Slovis            | Craig Rosenberg                       | 26 czerwca 2016 | 14 grudnia 2016                               | 1 marca 2021                   |
| 6  | 6  | Sundowner             | Motel Sundowner          | Guillermo Navarro         | Nick Towne                            | 3 lipca 2016    | 14 grudnia 2016                               | 8 marca 2021                   |
| 7  | 7  | He Gone               | Odszedł                  | Michael Morris            | Mary Laws                             | 10 lipca 2016   | 14 grudnia 2016                               | 15 marca 2021                  |
| 8  | 8  | El Valero             | El Valero                | Kate Dennis               | Olivia Dufault                        | 17 lipca 2016   | 14 grudnia 2016                               | 22 marca 2021                  |
| 9  | 9  | Finish the Song       | Dokończ piosenkę         | Michael Slovis            | Craig Rosenberg                       | 24 lipca 2016   | 14 grudnia 2016                               | 29 marca 2021                  |
| 10 | 10 | Call and Response     | Wezwanie i odpowiedź     | Sam Catlin                | Sam Catlin                            | 31 lipca 2016   | 14 grudnia 2016                               | 5 kwietnia 2021                |

## Sezon 2 (2017)
| Nr | #  | Tytuł               | Polski tytuł        | Reżyseria                 | Scenariusz                | Premiera (AMC)   | Premiera w Polsce (Amazon Prime Video Polska) | Premiera w Polsce (AMC Polska) |
| -- | -- | ------------------- | ------------------- | ------------------------- | ------------------------- | ---------------- | --------------------------------------------- | ------------------------------ |
| 11 | 1  | On the Road         | W drodze            | Seth Rogen, Evan Goldberg | Sam Catlin                | 25 czerwca 2017  | 26 czerwca 2017                               | 21 czerwca 2021                |
| 12 | 2  | Mumbai Sky Tower    | Wieżowiec w Bombaju | Seth Rogen, Evan Goldberg | Sam Catlin                | 26 czerwca 2017  | 27 czerwca 2017                               | 28 czerwca 2021                |
| 13 | 3  | Damsels             | Panny               | Michael Slovis            | Sara Goodman              | 3 lipca 2017     | 4 lipca 2017                                  | 5 lipca 2021                   |
| 14 | 4  | Viktor              | Viktor              | Michael Slovis            | Craig Rosenberg           | 10 lipca 2017    | 11 lipca 2017                                 | 12 lipca 2021                  |
| 15 | 5  | Dallas              | Dallas              | Michael Morris            | Philip Buiser             | 17 lipca 2017    | 18 lipca 2017                                 | 19 lipca 2021                  |
| 16 | 6  | Sokosha             | Sokoasha            | David Evans               | Mary Laws                 | 24 lipca 2017    | 25 lipca 2017                                 | 26 lipca 2021                  |
| 17 | 7  | Pig                 | Świnia              | Wayne Yip                 | Olivia Dufault            | 31 lipca 2017    | 1 sierpnia 2017                               | 2 sierpnia 2021                |
| 18 | 8  | Holes               | Dziury              | Maja Vrvilo               | Mark Stegemann            | 7 sierpnia 2017  | 8 sierpnia 2017                               | 9 sierpnia 2021                |
| 19 | 9  | Puzzle Piece        | Element układanki   | Michael Dowse             | Craig Rosenberg           | 14 sierpnia 2017 | 15 sierpnia 2017                              | 16 sierpnia 2021               |
| 20 | 10 | Dirty Little Secret | Mały brudny sekret  | Steph Green               | Mary Laws                 | 21 sierpnia 2017 | 22 sierpnia 2017                              | 23 sierpnia 2021               |
| 21 | 11 | Backdoors           | Tylnym wyjściem     | Norberto Barba            | Sara Goodman              | 28 sierpnia 2017 | 29 sierpnia 2017                              | 30 sierpnia 2021               |
| 22 | 12 | On Your Knees       | Na kolanach         | Michael Slovis            | Sam Catlin, Rachel Wagner | 4 września 2017  | 5 września 2017                               | 6 września 2021                |
| 23 | 13 | The End of the Road | Koniec drogi        | Wayne Yip                 | Sam Catlin                | 11 września 2017 | 12 września 2017                              | 13 września 2021               |

## Sezon 3 (2018)
| Nr | #  | Tytuł               | Polski tytuł                                       | Reżyseria         | Scenariusz             | Premiera (AMC)   | Premiera w Polsce (Amazon Prime Video Polska) | Premiera w Polsce (AMC Polska) |
| -- | -- | ------------------- | -------------------------------------------------- | ----------------- | ---------------------- | ---------------- | --------------------------------------------- | ------------------------------ |
| 24 | 1  | Angelville          | Angelville                                         | Michael Slovis    | Sam Catlin             | 24 czerwca 2018  | 26 czerwca 2018                               | 20 stycznia 2022               |
| 25 | 2  | Sonsabitches        | Sukinkoty (Prime Video Polska)...syny (AMC Polska) | Michael Slovis    | Sara Goodman           | 1 lipca 2018     | 3 lipca 2018                                  | 20 stycznia 2022               |
| 26 | 3  | Gonna Hurt          | Będzie bolało                                      | John Grillo       | Gary Tieche            | 8 lipca 2018     | 10 lipca 2018                                 | 27 stycznia 2022               |
| 27 | 4  | The Tombs           | Grobowce                                           | Wayne Yip         | Mark Stegemann         | 15 lipca 2018    | 17 lipca 2018                                 | 3 lutego 2022                  |
| 28 | 5  | The Coffin          | Trumna                                             | Millicent Shelton | Mary Laws              | 22 lipca 2018    | 24 lipca 2018                                 | 10 lutego 2022                 |
| 29 | 6  | Les Enfants du Sang | Les enfants du sang                                | Laura Belsey      | Rachel Wagner          | 29 lipca 2018    | 31 lipca 2018                                 | 17 lutego 2022                 |
| 30 | 7  | Hitler              | Hitler                                             | Michael Morris    | Carla Ching            | 5 sierpnia 2018  | 7 sierpnia 2018                               | 24 lutego 2022                 |
| 31 | 8  | The Tom/Brady       | Tom/Brady                                          | Wayne Yip         | Mary Laws, Kevin Rosen | 12 sierpnia 2018 | 13 sierpnia 2018                              | 3 marca 2022                   |
| 32 | 9  | Schwanzkopf         | Schwanzkopf                                        | Kevin Hooks       | Gary Tieche            | 19 sierpnia 2018 | 20 sierpnia 2018                              | 10 marca 2022                  |
| 33 | 10 | The Light Above     | Światło z góry                                     | Sam Catlin        | Sam Catlin             | 26 sierpnia 2018 | 27 sierpnia 2018                              | 17 marca 2022                  |

## Sezon 4 (2019)
| Nr | #  | Tytuł             | Polski tytuł                                       | Reżyseria         | Scenariusz              | Premiera (AMC)   | Premiera w Polsce (Amazon Prime Video Polska) | Premiera w Polsce (AMC Polska) |
| -- | -- | ----------------- | -------------------------------------------------- | ----------------- | ----------------------- | ---------------- | --------------------------------------------- | ------------------------------ |
| 34 | 1  | Masada            | Masada                                             | John Grillo       | Sam Catlin, Kevin Rosen | 4 sierpnia 2019  | 5 sierpnia 2019                               | 24 marca 2022                  |
| 35 | 2  | Last Supper       | Ostatnia Wieczerza                                 | John Grillo       | Gary Tieche             | 4 sierpnia 2019  | 5 sierpnia 2019                               | 31 marca 2022                  |
| 36 | 3  | Deviant           | Dewiant                                            | Kevin Hooks       | Sara Goodman            | 11 sierpnia 2019 | 12 sierpnia 2019                              | 7 kwietnia 2022                |
| 37 | 4  | Search and Rescue | Poszukiwania i ratunek                             | Kevin Hooks       | Mark Stegemann          | 18 sierpnia 2019 | 21 sierpnia 2019                              | 14 kwietnia 2022               |
| 38 | 5  | Bleak City        | Ponure Miasto                                      | Jonathan Watson   | Susan Hurwitz Arneson   | 25 sierpnia 2019 | 27 sierpnia 2019                              | 21 kwietnia 2022               |
| 39 | 6  | The Lost Apostle  | Zaginiony Apostoł                                  | Jonathan Watson   | Gary Tieche             | 1 września 2019  | 3 września 2019                               | 28 kwietnia 2022               |
| 40 | 7  | Messiahs          | Mesjasze                                           | Iain B. MacDonald | Mark Stegemann          | 8 września 2019  | 12 września 2019                              | 5 maja 2022                    |
| 41 | 8  | Fear of the Lord  | Bojaźń Boża                                        | Iain B. MacDonald | Wes Brown               | 15 września 2019 | 17 września 2019                              | 12 maja 2022                   |
| 42 | 9  | Overture          | Początek (Prime Video Polska)Uwertura (AMC Polska) | Laura Belsey      | Carolyn Townsend        | 22 września 2019 | 25 września 2019                              | 19 maja 2022                   |
| 43 | 10 | End of the World  | Koniec świata                                      | Sam Catlin        | Sam Catlin              | 29 września 2019 | 1 października 2019                           | 19 maja 2022                   |